# 셀쿠프인

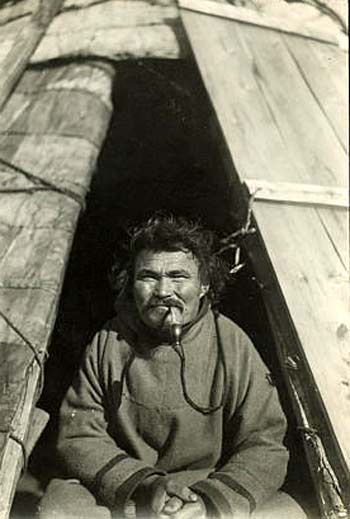
오브강 유역 오브도르스크의 한 셀쿠프인

셀쿠프스의 깃발

셀쿠프인(러시아어: селькупы)은 시베리아에 거주하는 사모예드계 민족이다. 크라스노야르스크 변경주, 튜멘주, 톰스크주의 북부와 야말로네네츠 자치구의 일부 지역에 걸쳐 거주해왔다. 과거에는 오스탸크사모예드인(Ostyak-Samoyeds)이라고도 불렸다.
이들은 우랄어족 사모예드어파의 셀쿠프어를 사용했는데, 사모예드족이 오비강 중류 유역에서 예니세니인과 상호 관계를 맺으며 형성된 민족으로 추정된다.
17세기에 이 지역을 점령하기 시작한 러시아 제국에 의해 정복되었다. 당시 일부 셀쿠프족은 더 북쪽으로 이동하여 타스강과 투루한강 유역에 다시 자리잡아 사냥, 낚시, 순록 목축을 하고 살았으나, 18세기 러시아인들이 해당 지역에 도달하자 이를 유지하기 어렵게 되었다. 이후 러시아에 의한 동화 시도에도 상당수는 전통적 생활방식과 토착 신앙을 유지하였으나 소련 시대에 정착이 강요되면서 끝내 대부분이 동화되었다. 오늘날 약 4천 명의 셀쿠프인이 러시아에 거주하는 것으로 추정된다. 시베리아의 주요한 셀쿠프인 정착지로 크라스노셀쿠프와 카르가소크가 있다.